# Fuerte Real de San Felipe
El Fuerte Real de San Felipe, también conocida como Fortaleza Real de San Felipe, o simplemente como la Ciudadela, ubicada en la Cidade Velha, del municipio de Ribeira Grande de Santiago, la isla de Santiago en Cabo Verde. Se encuentra en una posición dominante en la antigua ciudad de Ribeira Grande, en la cima de una colina - el Pembrokeshire São Filipe - a 120 metros sobre el nivel del mar. Forma parte del conjunto de la Cidade Velha, centro histórico de Ribeira Grande, declarada por la UNESCO como Patrimonio de la Humanidad el 26 de junio de 2009.

## Historia
Debido a su aislamiento en el medio del Océano Atlántico en una zona no devastada por las acciones de los corsarios, la población de la Ribeira Grande nació sin preocupación por su propia defensa.
El fuerte fue construido en el contexto de la  dinastía de Filipinas, después de los ataques del corsario inglés Francis Drake en 1578 y el 17 de noviembre de 1585, con la misión de defender la ciudad y su anclaje. Las obras comenzaron en 1587 y se terminaron en 1593, a cargo del ingeniero militar João Nunes y diseñado por el arquitecto militar Filippo Terzi.
En 1712 fue asaltado por piratas franceses, bajo el mando de Jacques Cassard, que con violencia saquearon la ciudad, quemándola. Fue reconstruido en la segunda mitad del siglo XVIII.
En nuestros días ha sufrido la intervención para su conservación y la restauración entre 1968 y 1970 y, más recientemente, en 1999. Esta última fue registrada en el plan de recuperación de la Cidade Velha por el Ministerio de Cultura de Cabo Verde, coordinada por el arquitecto portugués Álvaro Siza, los recursos y ejecución de  responsabilidad de la Agencia Española de Cooperación Internacional.
Recientes excavaciones arqueológicas han sacado a la luz de los murs del antiguo cuartel y la casa del Capitán General.

## Características
La fortaleza tiene planta con forma trapezoidal, con murallas con aparejo de piedra, dos bastiones pentagonales completos en las esquinas, este y oeste, separados por muros, y dos medios bastiones en el norte y el sur, con sus torres de vigilancia. Debido a que se encuentra sobre un terreno, con vistas a la ciudad de Ribeira Grande, no era posible que desde la fortaleza, se lanzaran disparos de corta distancia, por el riesgo de llegar a tocar a la población de la aldea.
Al interior de la fortaleza se accede por dos puertas: la puerta principal, se encuentra en la pared del lado suroeste de la ciudad. En el terraplén bajo las murallas, está la Casa del Gobernador (cerca del bastión sur), y junto a la capilla de San Gonzalo. También en la pendiente en aproximadamente en el centro se encuentra una cisterna. Al sureste, se levantan el granero y el almacenamiento de la pólvora, y al oeste, en línea, los cuarteles de las tropas. Al norte y al oeste, un muro de 480 palmos de altura cerraba la defensa. Se cree que la plaza tenía nueve piezas de artillería de calibre 18.
El grupo de defensa se compone todavía de siete  pequeñas fortificaciones, a saber:
- Fuerte de San Antonio
- Fuerte de San Juan de los Caballeros
- Fuerte de San Verissimo (los tres en la margen izquierda de Ribeira Grande);
- Fuerte del presidio (central), con el «Muro del Mar», que se une al fuerte de San Veríssimo
- Fuerte de San Blas (en la margen derecha de Ribeira Grande), y dos fuertes más en el oeste de éste:
  - Fuerte de San Lorenzo, con una gran muralla «mordida», cerrando el acceso a la parte occidental de la ciudad y
  - Fuerte de Santa Marta, actualmente desaparecido.

La intersección de fuegos desde estos fuertes, de gran alcance, de dos en dos, debía de repeler cualquier ataque desde el mar a lo largo de toda la longitud del puerto.